# Суви Дол
Суви Дол је насељено место града Врања у Пчињском округу. Према попису из 2022. било је 633 становника (према попису из 1991. било је 395 становника).

## Демографија
У насељу Суви Дол живи 449 пунолетних становника, а просечна старост становништва износи 36,4 година (36,0 код мушкараца и 36,8 код жена). У насељу има 164 домаћинства, а просечан број чланова по домаћинству је 3,51.
Ово насеље је великим делом насељено Србима (према попису из 2002. године), а у последња три пописа, примећен је пораст у броју становника.
|  |

| Демографија | Демографија | Демографија |
| Година      | Становника  | Становника  |
| ----------- | ----------- | ----------- |
| 1948.       | 188         |             |
| 1953.       | 191         |             |
| 1961.       | 196         |             |
| 1971.       | 224         |             |
| 1981.       | 252         |             |
| 1991.       | 395         | 393         |
| 2002.       | 576         | 601         |
| 2011.       | 645         |             |

| Етнички састав према попису из 2002.‍ | Етнички састав према попису из 2002.‍ | Етнички састав према попису из 2002.‍ | Етнички састав према попису из 2002.‍ | Етнички састав према попису из 2002.‍ |
| ------------------------------------ | ------------------------------------ | ------------------------------------ | ------------------------------------ | ------------------------------------ |
|                                      |                                      |                                      |                                      |                                      |
| Срби                                 | Срби                                 |                                      | 544                                  | 94,44%                               |
| Бугари                               | Бугари                               |                                      | 18                                   | 3,12%                                |
| непознато                            | непознато                            |                                      | 0                                    | 0,0%                                 |

| Година пописа     | 1948. | 1953. | 1961. | 1971. | 1981. | 1991. | 2002. |
| ----------------- | ----- | ----- | ----- | ----- | ----- | ----- | ----- |
| Број домаћинстава | 26    | 31    | 37    | 52    | 59    | 99    | 164   |

| Број чланова      | 1  | 2  | 3  | 4  | 5  | 6  | 7 | 8 | 9 | 10 и више | Просек |
| ----------------- | -- | -- | -- | -- | -- | -- | - | - | - | --------- | ------ |
| Број домаћинстава | 11 | 33 | 19 | 74 | 16 | 11 | 0 | 0 | 0 | 0         | 3,51   |

| Пол    | Укупно | Неожењен/Неудата | Ожењен/Удата | Удовац/Удовица | Разведен/Разведена | Непознато |
| ------ | ------ | ---------------- | ------------ | -------------- | ------------------ | --------- |
| Мушки  | 245    | 79               | 158          | 7              | 1                  | 0         |
| Женски | 244    | 55               | 162          | 22             | 5                  | 0         |
| УКУПНО | 489    | 134              | 320          | 29             | 6                  | 0         |

| Пол    | Укупно                    | Пољопривреда, лов и шумарство | Рибарство                            | Вађење руде и камена | Прерађивачка индустрија       |
| ------ | ------------------------- | ----------------------------- | ------------------------------------ | -------------------- | ----------------------------- |
| Мушки  | 109                       | 8                             | 0                                    | 9                    | 36                            |
| Женски | 98                        | 8                             | 0                                    | 4                    | 57                            |
| УКУПНО | 207                       | 16                            | 0                                    | 13                   | 93                            |
| Пол    | Производња и снабдевање   | Грађевинарство                | Трговина                             | Хотели и ресторани   | Саобраћај, складиштење и везе |
| Мушки  | 3                         | 9                             | 16                                   | 5                    | 6                             |
| Женски | 0                         | 0                             | 7                                    | 5                    | 0                             |
| УКУПНО | 3                         | 9                             | 23                                   | 10                   | 6                             |
| Пол    | Финансијско посредовање   | Некретнине                    | Државна управа и одбрана             | Образовање           | Здравствени и социјални рад   |
| Мушки  | 0                         | 0                             | 4                                    | 4                    | 2                             |
| Женски | 1                         | 0                             | 0                                    | 4                    | 8                             |
| УКУПНО | 1                         | 0                             | 4                                    | 8                    | 10                            |
| Пол    | Остале услужне активности | Приватна домаћинства          | Екстериторијалне организације и тела | Непознато            | Непознато                     |
| Мушки  | 3                         | 0                             | 0                                    | 4                    | 4                             |
| Женски | 0                         | 0                             | 0                                    | 4                    | 4                             |
| УКУПНО | 3                         | 0                             | 0                                    | 8                    | 8                             |